# Лоре, Тьерри
Тьерри Лоре (фр. Thierry Laurey; род. 17 февраля 1964, Труа) — французский футболист и тренер.

## Игровая карьера
Тьерри выступал на позиции защитника и полузащитника. Его профессиональная карьера стартовала в 1982 году в команде «Валансьен», в составе которой он провёл 106 встреч, забив 9 мячей.
В 1986 году молодой игрок пополнил стан «Марселя», однако там полностью раскрыться не сумел (1 гол в 27 матчах) и, уйдя из коллектива год спустя, подписал контрактное соглашение с «Монпелье», где был весьма результативен, отличившись 10 раз за 34 встречи.
В 1988 году Лоре отправился в «Сошо», где отыграл до 1990 года (12 мячей и 68 матчей).
В том же году Тьерри отыграл 8 матчей в составе «ПСЖ», голов забить не сумел.
В 1991 году спортсмен вернулся в «Монпелье», где выступал до 1998 года (8 голов в 186 матчах), после чего завершил игровую карьеру.

### Выступления за сборную
В 1989 году Лоре провёл 1 матч в составе национальной команды Франции, результативностью не отметился. Более в сборную не вызывался.

## Тренерская карьера
Тренерская деятельность Тьерри началась в 2007 году в команде «Сет», которую он покинул на следующий год, возглавив «Амьен».
После ухода из клуба он был безработным до 2011 года, когда принял авиньонский «Арль», с которым проработал до 2012 года.
Затем Тьерри начал тренировать «Газелек» из корсиканского города Аяччо.
В команде Лоре трудился до 2016 года, когда принял предложение «Страсбура».
В 2019 году специалист был выдвинут на соискание премии лучшему наставнику Лиги 1.
26 мая 2021 года специалист принял решение покинуть клуб.
20 июня 2021 года был официально назначен наставником клуба «Париж», выступающего в Лиге 2. 3 июня 2023 договор не был продлён, и Лоре покинул пост тренера команды.
2 июля 2024 года возглавил «Мартиг», который в прошлом сезоне получил право выступать в Лиге 2.